# Padre Las Casas (Cile)
Padre Las Casas è un comune del Cile della provincia di Cautín nella Regione dell'Araucanía. Al censimento del 2002 possedeva una popolazione di 58.795 abitanti.

## Società

### Evoluzione demografica
| Censimento del 1992 | Censimento del 2002 |
| 46.325 ab.          | 58.795 ab.          |